# Мохаммадпур
Мохаммадпур (бенг. মোহাম্মদপুর, англ. Mohammadpur) — город на западе Бангладеш, административный центр одноимённого подокруга. Площадь города равна 6,30 км². По данным переписи 2001 года, в городе проживало 6531 человек, из которых мужчины составляли 52,61 %, женщины — соответственно 47,39 %. Плотность населения равнялась 1036 чел. на 1 км². Уровень грамотности населения составлял 35,9 % (при среднем по Бангладеш показателе 43,1 %). 